# Subinates
Subinates (o Vicus Subinates) fu una città romana della Regio XI Transpadana, corrispondente alla moderna Riva San Vitale. La sua esistenza è testimoniata da una lunga iscrizione tombale ritrovata in paese, una stele antecedente il III secolo, che riporta il nome della località: Vicus Subinates, ossia paese dei Subinati.